# Wapen van Witmarsum

Wapen van Witmarsum

Het wapen van Witmarsum is het dorpswapen van het Nederlandse dorp Witmarsum, in de Friese gemeente Súdwest-Fryslân. Het wapen werd in de huidige vorm in 1969 geregistreerd.

## Geschiedenis
Het wapen werd door Klaes Sierksma teruggevonden in een handschrift. De golvende dwarsbalk zou kunnen verwijzen naar de vaart naar het dorp. Het wapen is een zogenaamd raadselwapen daar er sprake is van metaal op metaal (zilver op goud). De Fryske Rie foar Heraldyk heeft er evenwel niet voor gekozen om het wapen aan te passen aangezien het een oud wapen betreft.

## Beschrijving
De blazoenering van het wapen in het Fries luidt als volgt:
Yn goud in sulveren weagjende dwersbalke mei trije griene pompeblêdden, pleatst 2 : 1.
De Nederlandse vertaling luidt als volgt: 
In goud een zilveren golvende dwarsbalk met drie groene pompeblêdden, geplaatst 2 : 1.
De heraldische kleuren zijn: goud (goud), zilver (zilver) en sinopel (groen).

## Zie ook

Vlag van Witmarsum